# Morte di Asher e Yonatan Palmer
La morte di Asher e Yonatan Palmer avvenne il 23 settembre 2011, quando un attacco palestinese con lancio di pietre vicino all'insediamento israeliano di Kiryat Arba, in Cisgiordania, causò la perdita del controllo di un veicolo da parte del 24enne Asher, uccidendo lui e il suo figlio neonato. Inizialmente pensato come un incidente, fu successivamente ritenuto un attacco terroristico dalla polizia israeliana.
Due palestinesi confessarono l'attentato, un terzo, che rubò dal corpo di Asher, venne condannato per furto.